# W-inds.~PRIME OF LIFE~
《w-inds. ~PRIME OF LIFE~》(윈즈~프라임 오브 라이프~)는 w-inds.의 세 번째 앨범이다. 2003년 12월 17일 FLIGHT MASTER에서 발매하였다.
싱글곡 《SUPER LOVER~I need you tonight~》,《Love is message》,《Long Road》를 포함한 14곡이 수록되어 있다.
전작에 비해 힙합 스타일이 강한 앨범이다. 또한 《SUPER LOVER~I need you tonight~》의 싱글버전뿐만 아니라 리믹스 버전도 수록되어 있다.
전작들과 같이 초회한정반과 통상반의 자켓사진이 다르며, 대한민국에서는 2004년에 통상반만 라이센스로 발매하였다.

## 한정 특전
초회한정반 특전
- 초회한정 자켓
- 포스터 캘린더
- 크리스마스 이벤트 응모권

통상반 기간 한정 특전
- w-inds. 오리지널 트레이딩 카드 (4종류 중 1종)

※2004년 1월까지 한정하고 있다.

## 트랙리스트
| CD |                                                | |      |
| 1  | Love Train                                     | 작사 : shungo. / 작곡：Jonas Blees, Hakan Lundberg, Peter Bjorklund, Tobias Lindell / 편곡 : Hayabusa, 호시노 타케후미            | 3:17 |
| 2  | SUPER LOVER~I need you tonight~                | 작사 : shungo. / 작곡 : Giorgio Vanni, Massimo Longhi / 편곡 : Haya10                                                             | 3:14 |
| 3  | whose is that girl?                            | 작사 : H.U.B, LOWARTH / 작곡, 편곡 : 나카니시 료스케                                                                              | 3:33 |
| 4  | W.O.L.(Wonder Of Love)                         | 작사 : shungo. / 작곡 : Paul Rein, Graham Stack / 편곡 : Hayabusa                                                                 | 3:24 |
| 5  | Long Road                                      | 작사 : shungo. / 작곡 : 마츠모토 료키 / 편곡 : 나카노 사다히로                                                                    | 5:14 |
| 6  | 空から降りてきた白い星 하늘에서 내려온 하얀 별 | 작사 : H.U.B / 작곡, 편곡 : 마츠모토 료키                                                                                         | 4:56 |
| 7  | GAME                                           | 작사 : shungo. / 작곡 : Troy Johnson, Ralph Churchwell IV, Allen Sovory II, Michael Nielsen, Josh Dabear / 편곡 : 호시노 타케후미 | 3:44 |
| 8  | so what?                                       | 작사 : shungo. / 작곡 : Paul Rein, Johan Aberg / 편곡 : Hayabusa                                                                  | 2:54 |
| 9  | Love is message                                | 작사 : 아쿠츠 켄타로 / 작곡 : Moz. / 편곡 : Hayabusa                                                                              | 4:58 |
| 10 | Ex-Girlfriend                                  | 작사 : shungo. / 작곡 : Remy / 편곡 : 나카니시 료스케                                                                             | 4:10 |
| 11 | Dedicated to you                               | 작사 : shungo./ 작곡, 편곡 : Hayabusa                                                                                             | 4:52 |
| 12 | INFINITY                                       | 작사 : shungo.,COYASS / 작곡 : 마츠모토 료키 / 편곡 : 나카니시 료스케                                                             | 4:24 |
| 13 | Deny                                           | 작사 : shungo. / 작곡 : Solveig Sandnes, Chris O'brien, Graham Murphy / 편곡 : Hayabusa                                           | 4:24 |
| 14 | SUPER LOVER ~movin' pleasure mix~              | 작사 : shungo. / 작곡 : Giorgio Vanni, Massimo Longhi / 편곡 : 나카니시 료스케                                                    | 3:16 |

## 차트 성적
- 최고순위 5위 (오리콘)

## 타이업
- 2. SUPER LOVER~I need you tonight~

NTV 《안구라☆NOW!》 2003년 5월 엔딩 테마
- 5. Long Road

NTV 《안구라☆NOW!》 2003년 11월 엔딩 테마
- 9. Love is message

부르봉 MINTREX 광고 음악